# Berza vrednosnih papira
Berza vrednosnih papira je vrsta berze koja omogućuje trgovinu deonicama, obveznicama i ostalim vrednosnim papirima. Osim toga, ona pruža i pogodnosti za izdavanje i otkup ostalih financijskih instrumenata te sklapanje raznih financijskih poslova koji donose razne dividende. Hartije od vrednosti kojima se trguje na berzi obuhvataju akcije koje emituju kompanije koje se kotiraju na berzi, jedinične fondove, derivate, združene investicione proizvode i obveznice. Berze često funkcionišu kao tržišta „kontinuiranih aukcija“ sa kupcima i prodavcima koji obavljaju transakcije putem otvorenog protesta na centralnoj lokaciji kao što je sprat berze ili korišćenjem elektronske platforme za trgovanje.
Da bi se moglo trgovati hartijama od vrednosti na određenoj berzi, hartija od vrednosti mora biti uvrštena tamo. Obično postoji centralna lokacija barem za vođenje evidencije, ali trgovina je sve manje povezana sa fizičkim mestom, pošto savremena tržišta koriste elektronske komunikacione mreže, što im daje prednosti povećane brzine i smanjenih troškova transakcija. Trgovina na berzi je ograničena na brokere koji su članovi berze. Poslednjih godina, različita druga trgovačka mesta, kao što su elektronske komunikacione mreže, alternativni sistemi za trgovanje i „tamni bazeni“ su oduzeli veliki deo aktivnosti trgovanja sa tradicionalnih berzi.
Inicijalna javna ponuda akcija i obveznica investitorima se vrši na primarnom tržištu, a naknadno trgovanje na sekundarnom tržištu. Berza je često najvažnija komponenta tržišta deonicama. Ponudu i tražnju na berzama pokreću različiti faktori koji, kao i na svim slobodnim tržištima, utiču na cenu akcija (pogledajte procenu akcija).

## Istorija
Berzama vrednosnih papira su bili potrebni vekovi kako bi se razvile do današnjeg oblika. Ideja dugovanja i potraživanja postoji još od pradavnih vremena, što svedoče zapisi na glinenim pločicama koji potiču iz Mesopotamije, a govore o osnovnim oblicima kreditnih odnosa.
Ipak, naučnici se danas ne mogu tačno složiti kada se po prvi put počelo trgovati deonicama. Jedni kao ključni događaj navode osnivanje Holandska istočnoindijske kompanije 1602. godine, dok drugi ukazuju na neke događaje koji su se dogodili pre toga. Ekonomista Ulrike Malmendijer sa kalifornijskog univerziteta Berkli navodi kako je tržište deonica postojalo još u Starom Rimu.

### Stari vek
U Rimskoj republici, koja je postojala pre carstva, postojale su tzv. societates publicarnorum, organizacije ugovaratelja i zakupnika koje su sprovodile projekte izgradnje hramova i druge poslove za državnu vladu. Jedan od takvih poslova bio je hranjenje gusaka na brežuljku Kapitol, kao zahvala životinjama što su upozorile na invaziju Gala 390. p. n. e.. (poznata je rečenica: „Guske su spasle Rim“). Učesnici u takvim organizacijama imali su svoje udele, a taj koncept je više puta spomenuo i poznati rimski državnik i govornik Ciceron. On navodi kako su „ti udeli tada imali visoku cenu“. Malmendijer kao dokaz u prilog toj tvrdnji navodi da se tim udelima trgovalo, a cena im je zavisila od uspešnosti pojedine organizacije. Takve organizacije kasnije su uglavnom propale ili su njihove poslove preuzele državne službe.

### Srednji vek
Što se tiče obveznica kao vrednosnih papira, one su se pojavile znatno kasnije. Izdavali su ih talijanski gradovi-države tokom prelaza iz Srednjeg veka u razdoblje Renesanse.
Godine 1171. vlasti Mletačke republike, zabrinute što je rat iscrpeo državnu blagajnu, uzele su veliku pozajmicu od građanstva. Takav dug se zvao prestiti, a nosio je godišnji prinos u visini od 5 posto glavnice i nije imao određen datum dospeća. Iako su građani u početku imali sumnje prema celom konceptu, ti instrumenti su s vremenom postali cenjeni i s njima se lako trgovalo. Bio je to početak tržišta obveznica. U razdoblju od 1262. do 1379. godine mletačke vlasti uredno su izvršavale svoje obaveze, tako da su tadašnji oblici obveznica postali vrlo traženi i stekli su velik ugled na tržištu. S vremenom su i drugi gradovi-države, poput Firence i Genove, počeli da izdaju svoje obveznice, uglavnom kako bi isto tako financirali ratove koje su tada vodili. U Italiji je tako s vremenom počela trgovina obveznicama, a od trgovaca ističu se bankari, na primer porodica Mediči.
Početkom 1380-ih godina rat između Mletačke Republike i Đenove rezultovao je ukidanjem plaćanja kamate na „prestiti“, a kada je tržište kasnije obnovljeno, prinos koji je donosio udeo u dugu bio je manji. Decenijama nakon toga, obveznicama Mletačke Republike trgovalo se po višestruko nižim cenama. Kasnije se dogodilo još nekoliko događaja koji su potresli poverenje u obveznice. Prvi je bio Stogodišnji rat, nakon kojeg su kraljevine Francuska i Engleska nametnule dugove italijanskim bankama. Drugi razlog bila je epidemija kuge (tzv. Crne smrti), koja je poharala veći dio Evrope.
Koncept poslovanja sa deonicama takođe se razvijao postupno. Neki naučnici i istoričari početke smještaju u Stari Rim. Kasnije, početkom 13. veka u Italiji sporazumna partnerstva u poslu dele vlasnički udeo na više delova. Ipak, ti udeli nalaze su u rukama samo nekolicine ljudi, a i imaju ograničeno trajanje. Klasičan primer bila su putovanja trgovačkim brodovima.

### Novi vek
Dalji razvoj trgovine vrednosnim papirima odvijao u severnijem delu Evrope. Gradovi koji su bili članovi Hanze osnivali su računovodstvene kuće kako bi olakšali trgovinu. Naziv berza, koji je s vremenom pogrešno postao sinonim za berzu vrednosnih papira potiče iz belgijskog grada Briža.
Krajem 16. veka britanski trgovci eksperimentirali su za udruženjima koja su se sastojala od više delova, a obavljala su istu delatnost. Sledeći veliki korak bilo je osnivanje Holandske istočnoindijske kompanije, koja je prva na svetu izdala deonice. Kompanijom su čvrsto upravljali direktori, tako da deoničari nisu imali prava kao što to imaju danas. Ipak, u razdoblju od 1602. do 1650. godine isplaćivana im je dividenda koja je nosila prihod od 16 posto godišnje. Do početka 1620-ih kompanija je počela izdavati i vlastite obveznice. Godine 1621. osnovana je i Holandska zapadnoindijska kompanija, koja je na tržište plasirala nove vrednosne papire. Zahvaljujući tome, ali i velikoj potražnji za tulipanima, Amsterdam je postao financijsko središte, a sve više se trgovalo i drugim instrumentima, na primer raznim ugovorima o izvršenju pojedinih poslova. Žozef de la Vega, poznati amsterdamski biznismen objavio je 1688. godine knjigu pod naslovom Konfuzija zabuna, u kojoj se u obliku razgovora između trgovca, deoničara i filozofa objašnjava tadašnje tržište vrednosnih papira.
Krajem 17. veka, zahvaljujući sve većem broju objavljenih knjiga, investicione tehnike se šire se u okolne zemlje, a posebno Englesku. Tamošnji preduzimači organizuju prva deoničarska društva na engleskoj teritoriji. Godine 1698. jedan od londonskih brokera (Džon Kastejng) počinje da objavljuje cene vrednosnih papira kojima se trgovalo. Ovaj događaj označava početak londonske berze.

### Moderno doba
S vremenom su se berze i berzansko poslovanje proširili na čitav svet. Zadnju veliku promenu doživljavaju otkrićem i uvođenjem Interneta. Dana 8. februara 1971. godine u Njujorku je otvoren NASDAQ, prva svetska elektronska berza vrednosnih papira. Danas, gotovo sve berze sveta trgovanje vrednosnim papirima obavljaju elektrononskim putem.

## Uloga i važnost berzi vrednosnih papira
Uloga berzi ispoljava se na mnogim poljima, kao što su sledeća:
- Prikupljanje kapitala za poslovanje – kompanijama je omogućeno da primarnom emisijom deonica prikupe kapital potreban za poslovanje.
- Mobilisanje sredstava za štednju u sredstva za investicije – veliki i mali ulagači umesto štednje novac ulažu u kupovinu deonica, tako da se sredstva ne sakupljaju u obliku depozita već se investiraju u privredu.
- Omogućavanje rasta kompanijama – kompanije kupovinom deonica drugih kompanija rastu i razvijaju se.
- Podela profita – pod uslovom da kompanija posluje pozitivno, moguće je da deoničarima isplaćuje dividendu.
- Korporativno upravljanje – budući da deoničarska društva imaju puno vlasnika, imaju veću moralnu obvezu da vodstvo kompanije posluje kvalitetno i da u poslovanje ulaže maksimum svojih mogućnosti.
- Otvaranje mogućnosti malim investitorima – mali investitori ulaganjem u deonice na berzi te njihovom kupovinom i prodajom mogu ostvariti velike zarade.
- Finansiranje državnih tela – države mogu izdavati obveznice u slučaju potrebe novca za ulaganje u investicije ili pokrivanje zaduživanja.
- Uloga barometra privrede – stanje na berzi vrednosnih papira uglavnom pokazuje i generalno stanje u privredi pojedine države

## Berzanska administracija

### Vlasništvo
Vlasništvo nad berzom vrednosnih papira, kao i nad većinom ostalih vrsta berzi imaju deoničari koji poseduju deonice berze. Berze su nastale kao zajedničke organizacije, u vlasništvu njenih berzanskih posrednika. Međutim, glavne berze su demutualizovane, gde članovi prodaju svoje akcije u inicijalnoj javnoj ponudi. Na ovaj način zajednička organizacija postaje korporacija, sa akcijama koje su navedene na berzi. Primeri su Australijska berza hartija od vrednosti (1998), Evronekst (spojena sa Njujorškom berzom), NASDAQ  (2002), Bursa Malezija (2004), Njujorška berza (2005), Bolsas y Mercados Españoles i Berza u Sao Paulu (2007).
Drugi primer je Taškentska berza osnovana 1994. godine, tri godine nakon raspada Sovjetskog Saveza, uglavnom u državnom vlasništvu, ali ima oblik javnog preduzeća (akcionarsko društvo). Korejska berza (KRX) poseduje 25% manje akcija od Taškentske berze.
U 2018. godini u SAD je postojalo 15 licenciranih berzi, od kojih je 13 aktivno trgovalo hartijama od vrednosti. Sve ove berze bile su u vlasništvu tri multinacionalne kompanije kojima se javno trguje, Intercontinental Exchange, Nasdaq, Inc. i Cboe Global Markets, osim jedne, IEX. U 2019. godini, grupa finansijskih korporacija objavila je planove za otvaranje berze u vlasništvu članova, MEMX, vlasničke strukture slične zajedničkim organizacijama ranijih berzi.

### Zahtevi berze
Svaka berza propisuje određene zahteve koje kompanija koja želi kotirati na berzi mora ispuniti. Takvi uslovi ponekad na primer uključuju minimalan broj deonica uvrštenih u kotaciju ili minimalan godišnji prihod.

### Trgovanje i pravila trgovanja
Da bi se nekim vrednosnim papirom na berzi moglo trgovati, on se mora kotirati. Uobičajeno je da na berzama postoji jedinstveno mesto gde su prikazani vrednosni papiri koji se kotiraju, iako se trgovina danas odvija elektronskim putem i nije važna geografska lokacija na kojoj se kupac ili prodavac nalaze. Trgovina se može odvijati samo između članova berze.
Početna, tj. prva ponuda nekih vrednosnih papira naziva se primarna emisija i njome se trguje na tzv. primarnom tržištu. Za razliku od toga, svako dalje trgovanje vrednosnim papirima naziva se trgovinom na sekundarnom tržištu.
Uglavnom ne postoje pravila i zakonski propisi koji bi primorali neku kompaniju da izdaje nove deonice preko posredstva berze vrednosnih papira, niti da se svaka kompanija mora svojim deonicama kotirati na berzi. Generalno, vrednosnim papirima se trguje na dva načina: uobičajenim putem i „preko šaltera“. Trgovina na oba načina je praktična i u oba slučaja beleži rast, a berze vrednosnih papira su danas jedan od činitelja globalizacije.

## Najveće svetske berze vrednosnih papira
Najveće svetske berze vrednosnih papira su smeštene u najvećim žarištima svetske ekonomije. One su redom:  (Njujork), NASDAQ (Njujork),  (Tokio),  (London) i  (Šangaj). Ostale velike i dosta značajne svetske berze vrednosnih papira nalaze se u Hong Kongu, Torontu, Mumbaju i Sao Paulu.

## Galerija slika
- Londonska berza.
- Tokijska berza.
- Honkonška berza
- Mumbajska berza.

## Literatura
- Članak o ranom razvoju burze

## Spoljašnje veze
- Berza vrednosnih papira на веб-сајту  (језик: енглески)